# Colletes daourus
Colletes daourus är en biart som beskrevs av Warncke 1978. Colletes daourus ingår i släktet sidenbin, och familjen korttungebin. Inga underarter finns listade i Catalogue of Life.